# Iliá Borodín
Iliá Alexándrovich Borodín (en ruso: Илья Александрович Бородин; Briansk, 14 de febrero de 2003) es un deportista ruso que compite en natación.
Ganó una medalla de bronce en el Campeonato Mundial de Natación de 2025, dos medallas en el Campeonato Mundial de Natación en Piscina Corta, en los años 2021 y 2024, una medalla de oro en el Campeonato Europeo de Natación de 2021 y dos medallas en el Campeonato Europeo de Natación en Piscina Corta, en los años 2019 y 2021.

## Palmarés internacional
| Campeonato Mundial                  | Campeonato Mundial    | Campeonato Mundial | Campeonato Mundial |
| Año                                 | Lugar                 | Medalla            | Prueba             |
| ----------------------------------- | --------------------- | ------------------ | ------------------ |
| 2025                                | Singapur (Singapur)   | Medalla de bronce  | 400 m estilos      |
| Campeonato Mundial en Piscina Corta |                       |                    |                    |
| Año                                 | Lugar                 | Medalla            | Prueba             |
| 2021                                | Abu Dabi (EAU)        | Medalla de plata   | 400 m estilos      |
| 2024                                | Budapest (Hungría)    | Medalla de oro     | 400 m estilos      |
| Campeonato Europeo                  |                       |                    |                    |
| Año                                 | Lugar                 | Medalla            | Prueba             |
| 2021                                | Budapest (Hungría)    | Medalla de oro     | 400 m estilos      |
| Campeonato Europeo en Piscina Corta |                       |                    |                    |
| Año                                 | Lugar                 | Medalla            | Prueba             |
| 2019                                | Glasgow (Reino Unido) | Medalla de plata   | 400 m estilos      |
| 2021                                | Kazán (Rusia)         | Medalla de oro     | 400 m estilos      |